# Cecily Brown
Cecily Brown (nacida en 1969) es una pintora británica. Su estilo muestra influencias de varios pintores, desde Francisco de Goya, Willem de Kooning, Francis Bacon y Joan Mitchell, hasta Maestros antiguos como Rubens y Poussin, aunque sus obras también presentan un punto de vista claramente femenino. Brown actualmente vive y trabaja en la ciudad de Nueva York.

## Vida personal
Brown nació y creció en Inglaterra antes de mudarse a la ciudad de Nueva York en 1994. Antes de mudarse a la ciudad de Nueva York, Brown residió allí como estudiante de intercambio de la Escuela de Arte Slade en 1992. Es hija de la novelista Shena Mackay y del crítico de arte David Sylvester. A partir de los tres años Brown quiso ser artista y fue apoyada en esta ambición por su familia, en particular por su abuela y dos de sus tíos que también eran artistas. Brown está casada con el crítico de arquitectura Nicolai Ouroussoff; Tienen una hija, Celeste.
Desde 2014, Brown ha trabajado en la Junta de Directores de la Fundación para las Artes Contemporáneas (FCA).

## Educación
Brown obtuvo un Diploma B-TEC en Arte y Diseño de la Epsom School of Art, Surrey, Inglaterra (1985–87) (ahora Universidad para las Artes Creativas ), tomó clases de dibujo y grabado en el Morley College, Londres (1987–89). ) y obtuvo un grado BA en Bellas Artes por la Slade School of Art, Londres (1989-1993). Durante sus estudios trabajó como camarera y, más tarde, en un estudio de animación. Además de la pintura, Brown también estudió grabado y dibujo. Obtuvo los honores de primera clase en Slade y fue la ganadora del primer premio en el Concurso Nacional para Estudiantes de Arte Británicos.

## Carrera
Brown dejó Londres para firmar por la Galería Gagosian en la ciudad de Nueva York. Llegó a ser conocida en el mundo del arte a finales de la década de 1990 a través de una exposición de pinturas abstractas de conejos. Los conejos en las obras juguetean en paisajes de bacanal. En 1995, el mundo del arte se dio cuenta de su trabajo cuando exhibió Four Letter Heaven en el Festival de Cine de Telluride. Su trabajo se mostró en los Estados Unidos así como en Europa. Brown mantuvo un estudio en el Meatpacking District de Manhattan,  y luego, en 2011, trabajó en un estudio en una antigua oficina cerca de Union Square. 

## Trabajo

### Pintura
Brown utiliza el dibujo como un requisito previo para guiar su trabajo. A través del uso de la repetición, Brown captura imágenes que la atraen y la confunden. Sus dibujos y pinturas muestran su visión erótica del arte. Brown dice: "Quiero hacer formas que se estén disolviendo o en el proceso de convertirse en algo y jugar con la relación entre el ojo y el cerebro".
Las pinturas de Brown combinan la figuración y la abstracción absoluta mientras exploran la relación de poder entre el hombre y la mujer. Ampliando la tradición del expresionismo abstracto, se ha hecho conocida por un estilo de pintura sugerente de pintores expresionistas abstractos como Willem de Kooning y Oskar Kokoschka.
La principal característica de las pinturas de Brown es su uso del movimiento, la creación expresiva de marcas y muchas mezclas de colores en sus obras. Sus pinturas recuerdan las obras de Philip Guston y la Escuela de Figuras del Área de la Bahía de los años cincuenta y sesenta. Brown a menudo titula sus pinturas como películas y musicales clásicos de Hollywood, como The Pajama Game, The Bedtime Story y The Fugitive Kind. En 2013, Brown basó una serie de pinturas en una fotografía de un gran grupo de mujeres desnudas que aparecieron en el lanzamiento británico de un álbum de Jimi Hendrix en 1968, Electric Ladyland.
Su obra combina elementos representativos y abstractos. Su técnica táctil la vincula al movimiento artístico Expresionismo abstracto. Sin embargo, consciente de su conexión con artistas como Willem de Kooning y Lucian Freud, Brown a menudo inyecta humor fresco o ironía al titular sus pinturas como películas y musicales famosos. Ha sido agrupada con destacadas pintores contemporáneos, como Charline von Heyl, Jacqueline Humphries, Laura Owens, Jutta Koether, Amy Sillman y Emily Sundblad.
Cecily Brown trabaja utilizando un enfoque no lineal. Brown experimenta con este enfoque trabajando con múltiples lienzos a la vez. Trabajar en grupos grandes le permite a Brown explorar nuevas ideas compositivas y, al mismo tiempo, ser espontánea. Brown describe su proceso como "orgánico". A menudo pasa  días trabajando en varios cuadros, hasta en 20 trabajos a la vez, permitiendo que las capas de pintura se sequen entre las aplicaciones.
Algunos de sus trabajos son: 
- Sky Towers y Bridal Bowers, óleo sobre lienzo, 65 pulg. X 43 pulg., 2016[18]
- Esas son las perlas que fueron sus ojos, óleoite sobre aluminio, 43 en x 53 pulg., 2016[18]
- Be Nice to the Big Blue Sea óleo sobre lienzo, 109 pulg. X 107 pulg., 2012[18]
- The Green, Green Grass of Home, óleo sobre lienzo, 97 pulg. X 151 pulg., 2010[18]
- Sin título (The Beautiful and Damned), óleo sobre lienzo, 109 in x 171 in, 2013[18]
- Luck Just Kissed You Hello, óleo sobre lienzo, 67 pulg. X 65 pulg., 2013[18]
- Footsie, litografía en 10 colores en papel blanco texturado Somerset, 43 ¾ in x 33 ½ in, 2000, Edición de 33[18]
- Jimmy Jimmy, óleo sobre lienzo, 65 pulg. X 67 pulg., 2014[18]
- Sin título (Paraíso), monotipo en acuarela, lápiz y pastel sobre papel Lanaquarelle, 47 ½ en 71 ¾ en, 2015[18]
- Figuras en un paisaje 1, óleo sobre lienzo, 90 pulg. X 100 pulg., 2001[18]
- The Sleep Around y The Lost and Found, óleo sobre lienzo, 97 in x 103 in, 2014[18]
- ¿Is it nice in you snowstorm?, óleo sobre lienzo, 17 en 12 ½ pulgadas, 2014[18]
- Los jóvenes y los inquietos, óleo sobre lienzo, 115 pulg. X 109 pulg., 2014[18]
- Pensamos las mismas cosas al mismo tiempo, óleo sobre lienzo, 43 pulg. X 65 pulg., 2014[18]
- Combing the Hair (Outside),, óleo sobre lienzo, 83 in x 67 in, 2014[18]
- Stuck in the Middle With You, óleo sobre lienzo, 43 pulg. X 31 pulg., 2015[18]
- Grabado en color con pared de ladrillo, grabado en 7 colores con aguatinta, 2003, ediciones 5 PP, 1 BAT, 4 HC de 28 + 4AP[18]
- Skulldiver 3 (Flightmask), óleo sobre lienzo, 85 pulg. X 89 pulg., 2006[18]
- Memento Mori 1, óleo sobre lienzo, 97 pulg. X 103 pulg., 2006–2008[18]

### Otros trabajos
En 1997, Brown creó Untitled, una instalación permanente específica para el sitio de la exposición colectiva Vertical Paintings en la PS 1.
Para ver más pinturas de Brown haga clic aquí

### En los medios
En la edición de febrero de 2000 de Vanity Fair, Brown, junto con artistas como Inka Essenhigh, John Currin y otros, apareció en fotografías a todo color tomadas por Todd Eberle. En una fotografía que apareció en The New Yorker  Brown estaba de pie, con un cigarrillo en la mano, estudiando uno de sus cuadros.
Brown tomó parte en 2004, junto con otros artistas como Laura Owens y Elizabeth Peyton, en un evento de recaudación de fondos del Partido Demócrata, Art Works for Hard Money, en Los Ángeles.

## Exposiciones
Exposiciones individuales 
Cecily Brown ha sido representada por numerosas galerías en todo el mundo. 
- “Directions: Cecily Brown” se han expuesto en el Museo Hirshhorn, MACRO, Museo Nacional Centro de Arte Reina Sofía,[24] Museo de Arte Moderno, Kunsthalle Mannheim, Centro de Arte Des Moines, Museo de Bellas Artes,[25] y Deichtorhallen[26]

- "Basado en una historia real" se ha mostrado en GEM, Museo de Arte Contemporáneo, La Haya, Museo Essl,[27] y la Galería Gagosian en Roma, Londres,[18] y Beverly Hills.[18]

- "Peinandose el pelo" (Côte d'Azur) se expuso en el Gagosian en París.[28] Exhibió 11 lienzos en la exhibición donde se enfoca en los temas de narcisismo y autoerotismo.[29]

- "Sin título", 2012 , se presentó en la Galería Gagosian de la ciudad de Nueva York en 2013, su primera exposición individual en Nueva York desde 2008.

Su trabajo ha aparecido en la Bienal de Whitney 2004 en Nueva York, The Triumph of Painting en la Galería Saatchi de Londres y "Greater New York" en la MoMA PS1 de Nueva York.   
Exposiciones colectivas 
- Cecily Brown ha participado en numerosas exposiciones colectivas en la FLAG Art Foundation, Nueva York, Galerie Maximillian, Aspen, Royal Academy of Arts, Londres y Contemporary Fine Arts, Berlín.[18]

Ferias de arte 
- Su trabajo se ha exhibido en ferias de arte de todo el mundo en la Armory Show en Nueva York, en la Galería Paula Cooper en FOG Design+ Art en San Francisco, en Art Basel en Miami Beach, en la Feria de impresión IFPDA en Nueva York, en Contemporary Fine Arts en Miami Beach, Art Basel en Hong Kong, y Bellas Artes Contemporáneas en Frieze London.[18]

## Colecciones
El trabajo de Brown ha atraído la atención de coleccionistas de arte privados como Elton John y Michael Ovitz. Sus pinturas están en las colecciones permanentes de importantes museos e instituciones, como el Museo Solomon R. Guggenheim, el Museo Whitney de Arte Americano, el Museo Hirshhorn y el Jardín de Esculturas, Tate Modern, Museo de Arte Contemporáneo, Los Ángeles, el Museo Albright-Knox, y el Centro de Arte de Des Moines.

## Mercado del arte
Brown está representada por Contemporary Fine Arts en Berlín. Entre 2000 y 2015, también estuvo representada por la Galería Gagosian. Anteriormente expuso con Deitch Projects. Cecily estableció un récord de subasta anticipada cuando su pintura al óleo Sick Leaves se vendió por 2.2 millones de dólares en una subasta de Christie's en marzo de 2017. Poco después, Suddenly Last Summer (1999), originalmente estimado en $1.8 a $ 2.5 millones, alcanzó $ 6.8 millones en una subasta de Sotheby's en Nueva York en 2018.

## Otras lecturas
- Dore Ashton, Cecily Brown, Rizzoli Press. 11 de noviembre de 2008. ISBN 978-0847830923
- Jason Rosenfeld, " Entrevista con Cecily Brown ," The Brooklyn Rail, diciembre de 2017 / enero de 2018.